# Valeriano Marquina Merino
Valeriano Marquina Merino (n. 1911) va ser un polític i militar espanyol.

## Biografia
Va néixer en la localitat biscaïna de Valmaseda en 1911. Miner de professió, amb posterioritat es va afiliar al Partit Comunista d'Espanya (PCE) i arribaria ser instructor en les Milícies Antifeixistes Obreres i Camperoles (MAOC). Va participar en els preparatius de la revolució d'octubre de 1934.
A l'esclat de la Guerra civil es trobava a Madrid, convertint-se en comissari polític de la columna del Campesino en el front de Somosierra. Posteriorment es va traslladar a Biscaia, on es va convertir en cap d'Estat Major de la 3a Divisió basca —després reconvertida en la 50a Divisió. Després de la caiguda del front Nord va tornar a la zona centre-sud, reintegrant-se en l'Exèrcit republicà. Va arribar a prendre part en els combats de Santander i Astúries. A la fi de 1937 va participar en la batalla de Terol, dirigint el setge de les forces franquistes que estaven voltades. Posteriorment va manar la 6a Divisió, arribant a participar en la batalla de Valsequillo.
Al final de la contesa va ser fet presoner pels franquistes, i internat al camp de concentració d'Albatera, prop d'Alacant. Aconseguiria escapar del camp, arribant fins a França. Va ser internat en el camp de Gurs, del qual aconseguiria sortir gràcies a gestions realitzades a favor seu.
Amb posterioritat va embarcar en un buc que li va portar a la República Dominicana, en companyia d'altres exiliats.